# Lomaspilis marginata
Lomaspilis marginata је врста ноћног лептира (мољаца) из породице Geometridae. Врсту је први описао Карл фон Лине у свом 9. издању Systema Naturae из 1758. године. Распрострањен је у већем делу Европе до Урала, западног и централног Сибира, Казахстана, Тјен-Шана, северне Монголије и делова Блистог истока.

## Опис
Ово је веома карактеристична врста са белим крилима обележеним црним мрљама око ивица. Количина црне боје варира, при чему мужјаци (иако не увек) имају веће црне површине од женки. Повремено се виде скоро потпуно беле или црне јединке, иако је то ретко. Распон крила је 24-28мм.  Lomaspilis marginata је изузетно варијабилна. Линеова форма има потпуно црну ивицу на оба крила, такође на предњим крилима додатне тачке или мрље у основи и средини.
Лети ноћу у јуну и јулу и привлаћи је светлост.
Јаје је жуто-зелено, са шестоугаоном мрежом. Ларва, бледозелена са тамнијим дорзалним линијама и пурпурном аналном мрљом, обично се храни јасиком и врбом, али је забележена и на брези, лешнику и тополи. Врста презимљује као лутка, понекада остаје у овом облику и до четири године.

## Подврсте
- Lomaspilis marginata amurensis (Hedemann, 1881)
- Lomaspilis marginata marginata (Linnaeus, 1758)

## Галерија
- Lomaspilis marginata
- Lomaspilis marginata
- Lomaspilis marginata
- Ларва Lomaspilis marginata